# Juan López de Palacios Rubios
 (septembre 2018).
Si vous disposez d'ouvrages ou d'articles de référence ou si vous connaissez des sites web de qualité traitant du thème abordé ici, merci de compléter l'article en donnant les références utiles à sa vérifiabilité et en les liant à la section « Notes et références ».
Juan López de Palacios Rubios, de son vrai nom Juan Lopez de Vivero, surnommé docteur Palacios Rubios, né en 1450 à Palaciosrubios (province de Salamanque) et mort en 1524, est un juriste espagnol de l'époque des grandes découvertes et des Rois catholiques, Isabelle de Castille (1451-1504) et Ferdinand II d'Aragon (1452-1516), mariés en 1469. 

## Biographie
Il étudie à l'université de Salamanque, où il atteint le grade de docteur en droit, puis devient professeur aux universités de Salamanque et de Valladolid. 
En 1494, il devient président[réf. nécessaire] de l'université de Valladolid ; il a aussi des fonctions juridiques à la chancellerie de la ville. 
Plus tard, il devient membre du Conseil royal et président du Conseil de la Mesta.
Il devient membre du Conseil de Castille en 1504. Peu après, il est nommé membre d'une commission d'experts chargée de rédiger un ensemble de lois à soumettre aux Cortes de Toro de 1505, qui renouvellent de façon importante le corpus juridique de l'ordonnance d'Alcalá, de 1385.
Son texte le plus notable est le Requerimiento, de 1513, adressé aux Amérindiens. Il les informe qu'ils sont vassaux du roi de Castille et sujets du pape. Il leur demande de se soumettre aux Chrétiens sous peine d'être réduits en esclavage. 
Parmi ses travaux, on trouve aussi des écrits militaires, notamment le Traité d'effort héroïque (Salamanque, 1524).